# Vérification de compte
Une vérification de compte, aussi appelée certification de compte ou validation de compte, est un système mis en place par de nombreux médias sociaux pour garantir à leurs utilisateurs l'authenticité d'un compte d'intérêt public et ainsi limiter l'usurpation d'identité. La plupart du temps, cette vérification est indiquée à l'aide d'un icône sur le profil de l'utilisateur. Ce compte est alors dit « vérifié ».

### Twitter

Icône utilisée par Twitter pour un « compte certifié »

## Cas par plates-formes

### Facebook
Facebook lance cette fonctionnalité en 2013. Une icône bleue apparaît à droite du nom.